# Everything Everywhere All at Once
Everything Everywhere All at Once är en amerikansk dramakomedi från 2022, med manus och regi av Daniel Kwan och Daniel Scheinert. Bland huvudrollsinnehavarna finns Michelle Yeoh, Ke Huy Quan, Stephanie Hsu, Jenny Slate, Harry Shum Jr, James Hong och Jamie Lee Curtis.
Filmen hade biopremiär i Sverige den 20 maj 2022, utgiven av Noble Entertainment. Den har fått positiva recensioner i amerikansk media och tagits emot väl av allmänheten. Den blev den stora vinnaren på Oscarsgalan 2023 där den vann sju Oscar: Bästa film, Bästa regi, Bästa kvinnliga huvudroll (Michelle Yeoh), Bästa manliga biroll (Ke Huy Quan), Bästa kvinnliga biroll (Jamie Lee Curtis), Bästa originalmanus och Bästa klippning. Den var nominerad i ytterligare fyra kategorier; Bästa kvinnliga biroll (Stephanie Hsu), Bästa filmmusik, Bästa sång ("This Is a Life") och Bästa kostym. 

## Handling
Evelyn Wang är en kinesisk-amerikansk kvinna. Hon driver en tvättomat med sin man, Waymond. Evelyn upptäcker efter en skatterevidering av IRS att hon inte har betalat alla sina skatter. Dessutom vill hennes man skiljas. Hon måste också hantera sin krävande far på besök samt sin dotter Joy som lever i ett förhållande med en annan kvinna, Becky.
Evelyn är i upplösningstillstånd. Då träffar hon Alpha Waymond. Han är en alternativ version av Waymond. Han förklarar för henne att det finns många parallella universum eftersom varje val som görs under en livstid genererar ett nytt. Invånarna i Alphaverse utvecklade därför teknologi som ger dem tillgång till sin motsvarighets färdigheter, minnen och kropp i närliggande parallella universum. Multiversumet är dock hotat av Jobu Tupaki, tidigare känd som Alpha Joy. Hennes ande splittrades efter att Alpha Evelyn fick henne att utföra många "hopp". Jobu Tupaki upplever nu alla universum på en gång och kan hoppa och manipulera materia efter behag.

## Rollista (i urval)
- Michelle Yeoh – Evelyn Wang
- Stephanie Hsu – Joy Wang / Jobu Tupaki
- Ke Huy Quan – Waymond Wang
- James Hong – Gong Gong
- Jamie Lee Curtis – Deirdre Beaubeirdre
- Tallie Medel – Becky
- Jenny Slate – "Dog Mom"
- Harry Shum Jr – Tchad
- Audrey Wasilewski – en Alpha-officer
- Daniel Scheinert – en distriktschef (cameo)
- Randy Newman – Raccoonie (cameo, okrediterad)

## Produktion
I augusti 2018 tillkännagavs Michelle Yeoh och Awkwafina som huvudrollerna i en "interdimensionell actionfilm", regisserad av regissörsduon Daniels (Daniel Kwan och Daniel Scheinert) och producerad av bröderna Anthony och Joe Russo.
I mars 2019 fick produktionen en skattelättnad för att filma i Kalifornien. Direktörerna meddelade sedan, i september 2019, att de fortfarande väntade på godkännande för projektet.
På grund av andra projekt, däribland filmningen av Shang-Chi, lämnade Awkwafina projektet i januari 2020. Stephanie Hsu, James Hong, Ke Huy Quan och Jamie Lee Curtis anslöt sig sedan till skådespelarlistan, varav den förstnämnda ersatte Awkwafina. Inspelningen påbörjades i januari 2020.

## Mottagande

### Kritik
Den franska webbplatsen Allociné gav filmen ett genomsnitt av pressrecensioner på 3,9/5.

## Utmärkelser (i urval)
- Champs-Élysées filmfestival 2022: avslutningsfilm[10][11]
- Oscar för bästa film
- Oscar för bästa regi
- Oscar för bästa kvinnliga huvudroll (Michelle Yeoh)
- Oscar för bästa manliga biroll (Ke Huy Quan)
- Oscar för bästa kvinnliga biroll (Jamie Lee Curtis)
- Oscar för bästa originalmanus
- Oscar för bästa klippning